# Rhamphichthys hahni
Rhamphichthys hahni es una especie de pez de agua dulce del género Rhamphichthys de la familia Rhamphichthyidae. Es denominada comúnmente morena picuda o bombilla. Se distribuye en ambientes acuáticos de Sudamérica central.

## Morfología
Puede llegar a alcanzar los 70 cm de longitud total.

## Taxonomía
Esta especie fue descrita originalmente en el año 1937 por el ictiólogo Herman Meinken bajo el nombre científico Sternacorhamphus hahni, término que presentaba una falta de ortografía, por lo que fue cambiado por el de Sternarchorhamphus hahni. En el año 1994 fue trasladado al género Rhamphichthys por lo que el género Sternarchorhamphus pasó a ser monotípico, con la única especie: Sternarchorhamphus muelleri.
Etimología
Etimológicamente el nombre genérico Rhamphichthys se construye con dos palabras del idioma griego, en donde rhamphos que significa 'pico' e ichthys que es 'pez'.

## Distribución y hábitat
Esta especie se distribuye en los cursos fluviales de clima semitropical y subtropical del centro de Sudamérica, en la cuenca del Plata, subcuencas del río Paraná y del Paraguay, con un reporte del tramo brasileño del río Uruguay, por lo que tendrían poblaciones la Argentina, Bolivia, Brasil, Paraguay y el Uruguay.